# Энгельскирхен
Энгельскирхен (нем. Engelskirchen) — община в Германии, в земле Северный Рейн-Вестфалия.
Подчиняется административному округу Кёльн. Входит в состав района Обербергиш.  Население составляет 19 988 человек (на 31 декабря 2010 года). Занимает площадь 63,07 км².